# Zahra Lari
Zahra Lari (arabisch زهرة لاري, DMG Zahra Lārī; geboren am 3. März 1995 in Abu Dhabi) ist eine Eiskunstläuferin aus den Vereinigten Arabischen Emiraten, die im Einzellauf startete. Sie ist die erste Eiskunstläuferin aus den Vereinigten Arabischen Emiraten, die im internationalen Wettbewerb antrat. Sie setzte einen Präzedenzfall als erste Sportlerin, die in einem Eiskunstlauf-Wettbewerb einen Hidschāb trug, und erwirkte eine Änderung im Umgang von Eiskunstlauf-Jurys mit dem Kleidungsstück. Lari setzt sich für die Partizipation muslimischer Frauen im Sport ein.

## Karriere
Zahra Lari begann im Alter von 12 Jahren mit dem Eiskunstlauf, nachdem sie den Disney-Film Die Eisprinzessin gesehen hatte. Es war anfangs schwierig, eine Trainingsmöglichkeit zu finden, da ihr Umfeld – nicht zuletzt ihr Vater – es unschicklich fand, dass ein Mädchen vor Männern in Jury und Publikum auftrat. Sie konnte aber schließlich ihren Vater überzeugen, sie morgens vor der Schule in der einzigen Eishalle von Abu Dhabi trainieren zu lassen. Ihre Eltern gründeten schließlich den ersten Eislaufverein der Vereinigten Arabischen Emirate, und ihre Mutter, die in den USA geborene Roquiya Cochran, wurde die Managerin des Eislaufsports auf nationaler Ebene. Auf Betreiben der Familie wurden die Vereinigten Arabischen Emirate das erste arabische Land, aus dem ein Sportverband der Internationalen Eislaufunion beitrat.
Lari nahm 2017 an den Winter-Asienspielen teil, 2018 an der Nebelhorn Trophy. Als Studentin der Abu Dhabi University trat Lari 2019 als erste Sportlerin aus den Vereinigten Arabischen Emiraten bei der Winter-Universiade im russischen Krasnojarsk an.
Durch ihre Karriere hindurch musste sich Lari sowohl gegen Anfeindungen aus ihrem eigenen Land wehren, wo viele ihre Sportkarriere als unvereinbar mit den religiösen Traditionen betrachten, als auch außerhalb der arabischen Staaten gegen Vorurteile gegenüber muslimischen Frauen. Anders als es für Eiskunstläuferinnen üblich ist, trat Lari stets in Leggings und langärmligen Trikots und einem Hidschāb an. Bei einem ihrer ersten internationalen Auftritte, dem European Cup im italienischen Canazei im Jahr 2012, erhielt Lari einen Punktabzug wegen Verletzung der Bekleidungsvorschriften, da im Eiskunstlauf keine losen Kleidungsstücke getragen werden dürfen. Lari sprach bei der Internationalen Eislaufunion vor und überzeugte sie davon, dass ihr Hidschāb kein Sicherheitsrisiko darstellte. Eine explizite Änderung des Regelwerks konnte sie nicht erwirken, aber bei späteren Wettbewerben, in denen Lari antrat, wurden die Jurys angewiesen, den Hidschāb nicht zu beachten.
Als die Sportbekleidungsmarke Nike einen Sport-Hidschāb, den Nike Pro Hijab, auf den Markt bringen wollte, wandte sich das Unternehmen an Lari, die bei der Wahl der Materialien beriet. Lari schloss später einen Sponsoring-Vertrag mit Nike ab und war in der Werbekampagne für den Nike Pro Hijab zu sehen.
Nach der Saison 2018/19 trat Zahra Lari nicht mehr in Wettbewerben an.
2022 zog Lari erneut Aufmerksamkeit auf sich, indem sie in Dubai im Rahmen einer Werbeaktion mit einem Hubschrauber auf die Aussichtsplattform eines 54-stöckigen Gebäudes geflogen wurde, um dort in einer Höhe von 250 m auf einer eigens dafür installierten Eisfläche eine Eiskunstlauf-Performance aufzuführen.

## Ergebnisse
| Wettbewerb/Saison                                  | 2015/16 | 2016/17 | 2017/18 | 2018/19 |
| -------------------------------------------------- | ------- | ------- | ------- | ------- |
| Alpen Trophy                                       |         |         |         | 28.     |
| Nebelhorn Trophy                                   |         |         | 33.     |         |
| Tallinn Trophy                                     |         |         |         | 28.     |
| Winter-Asienspiele                                 |         | 18.     |         |         |
| Winter-Universiade                                 |         |         |         | 29.     |
| Meisterschaften der Vereinigten Arabischen Emirate | 1.      |         | 1.      |         |